# لاك ديليد (كيبك)
لاك ديليد (بالإنجليزية: Lac-Delage, Quebec)‏ هي بلدية محلية في كيبيك تقع في كندا في La Jacques-Cartier Regional County Municipality.  يقدر عدد سكانها بـ 598 نسمة ومساحتها 2.10 كم2 .